# Dociostaurus kurdus
Dociostaurus kurdus är en insektsart som beskrevs av Boris Petrovich Uvarov 1921. Dociostaurus kurdus ingår i släktet Dociostaurus och familjen gräshoppor. Inga underarter finns listade i Catalogue of Life.